# 2019年歐洲議會選舉 (波蘭)
2019年歐洲議會選舉（第9屆）於2019年5月23至26日在所有歐盟成員國境內進行，其中波蘭與其他幾個國家於5月26日開始投票，本次選舉波蘭分配到了52個歐洲議會席次，
與2014年相比多出了2席，這意味著波蘭將擁有6％歐洲議會總席位。英國脫離歐盟後將上升至7%席位。
在英國宣布將於5月23日參加歐洲議會選舉之後，波蘭將繼續由51個歐洲議會議員代表。英國2020年1月31日離開歐盟後，波蘭第52位歐洲議會議員將立即承擔其職責。
宣布選舉結果後，國家選舉委員會將指出授權哪一個選區擔任第52個席位。其後公告Dominik Tarczyński於Lesser Poland and Świętokrzyskie擔任
由於歐洲懷疑主義在波蘭的不斷成長，因此本屆波蘭在歐洲議會選舉便由該國主流疑歐政黨法律與公正取得過半數席次。

## 選區
可分為十三個選區，選區如下
- 濱海
- 庫亞維-波美拉尼亞
- 波德拉謝和瓦爾米亞-馬祖里
- 華沙
- 馬佐夫舍
- 羅茲
- 大波蘭
- 盧布林
- 喀爾巴阡山
- 小波蘭和聖十字
- 西里西亞
- 下西里西亞和奧波萊
- 魯布斯卡和西波美拉尼亞

## 選舉名單
| 政黨 | 政黨         | 席次/51    | 歐洲議會黨團 | 歐洲議會黨團                 | 席次/751 |
| ---- | ------------ | ---------- | ------------ | ---------------------------- | -------- |
|      | 公民綱領     | 18         |              | 歐洲人民黨                   | 217      |
|      | 波蘭人民黨   | 4          |              | 歐洲人民黨                   | 217      |
|      | 法律與公正   | 15         |              | 歐洲保守派和改革主義者       | 76       |
|      | 共和國右翼   | 1          |              | 歐洲保守派和改革主義者       | 76       |
|      | 無黨籍       | 2          |              | 歐洲保守派和改革主義者       | 76       |
|      | 民主左翼聯盟 | 3          |              | 社會主義者和民主人士進步聯盟 | 187      |
|      | 勞動聯盟     | 1          |              | 社會主義者和民主人士進步聯盟 | 187      |
|      | 無黨籍       | 1          |              | 社會主義者和民主人士進步聯盟 | 187      |
|      | 新權利大會   | 2          |              | 民族和自由歐洲               | 37       |
|      |              | 1          |              | 自由和直接民主歐洲           | 41       |
| 3    |              | 無所屬議員 | 22           |                              |          |

## 選舉結果
法律與公正在所有波蘭選舉中以45％的投票率獲得最多選票，並相應獲得最多的席次，也是僅有兩個會員國政黨獲得過半席次者，另一個為馬爾他的工黨。

## 註解
1. ↑  與法律與公正、United Poland和Poland Together加總結果
2. ↑  總計Civic Platform, Democratic Left Alliance - Labour Union, Polish People's Party和the Greens加總結果